# 枚田菜々子
枚田 菜々子（ひらた ななこ、1992年1月7日 - ）は、日本の女優である。

## 人物
子役として劇団東俳所属、その後2009年11月より太田プロダクションに移籍したが、引退。太田プロの芸能人女子フットサルチーム「YOTSUYA CLOVERS」に所属していた。
2015年より演技指導活動を再開。

## 出演

### テレビドラマ
- 新選組!（2004年、NHK総合テレビジョン）お幸（深雪太夫の幼少時代） 役
- 3年B組金八先生 第7シリーズ（2004年 - 2005年、TBSテレビ）狩野アミ 役
- ウルトラQ dark fantasy 第22話（2004年、テレビ東京）ヒロミ 役
- うちはステップファミリー（2005年、TBS）小山田直 役
- 超星艦隊セイザーX（2005年 - 2006年、テレビ東京）安藤由衣 役
- 14才の母（2006年、日本テレビ）

### 映画
- 劇場版 超星艦隊セイザーX 戦え!星の戦士たち（2005年）安藤由衣 役
- ルート225（2006年）シマちゃん 役
- 河童のクゥと夏休み（2007年）康一のクラスメイト 役